# Oxydesmus colombi
Oxydesmus colombi är en mångfotingart som beskrevs av Henri W. Brölemann 1919. Oxydesmus colombi ingår i släktet Oxydesmus och familjen Oxydesmidae. Utöver nominatformen finns också underarten O. c. lividus.